# Nycterosea interrupta
Nycterosea interrupta là một loài bướm đêm trong họ Geometridae.